# Edison College
Het Edison College is een openbare  school voor voortgezet onderwijs in Apeldoorn die onderwijs aanbiedt op vmbo-niveau. De school is gelegen aan de Waleweingaarde in de wijk De Maten. De school is ontstaan in 1994 uit diverse voorlopers. Het huidige schoolgebouw is in 1999 gerealiseerd.
De school is voorloper met diverse onderwijsconcepten. In 2009 is een start gemaakt met het Vakcollege Techniek dat met ingang van schoolaar 2012-2013 binnen het gehele vmbo is vormgegeven: Vakcollege Zorg en Welzijn, Vakcollege Bizznizz, Vakcollege Horeca, Bakken en Recreatie en het bestaande Vakcollege Techniek.
Om de overgang van de basisschool naar het voortgezet onderwijs kleiner te maken heeft de school met Young Edison een eigen plek voor de eerste- en tweedeklassers (onder andere een eigen ingang en een eigen aula) vormgegeven.